# NGC 418
NGC 418 (другие обозначения — ESO 412-9, MCG −5-4-2, AM 0108-302, IRAS01082-3029, PGC 4189) — спиральная галактика с перемычкой (SBc) в созвездии Скульптор.  Открыта 28 сентября 1834 года Джоном Гершелем. В галактике вспыхнула сверхновая SN 2014co типа II, её пиковая видимая звездная величина составила 16,8.
Этот объект входит в число перечисленных в оригинальной редакции «Нового общего каталога».